# Cyclodictyon glaucifolium
Cyclodictyon glaucifolium är en bladmossart som beskrevs av Brotherus 1907. Cyclodictyon glaucifolium ingår i släktet Cyclodictyon och familjen Hookeriaceae. Inga underarter finns listade i Catalogue of Life.